# Fria Universella Kyrkan
Fria Universella Kyrkan  är ett trossamfund med episkopal struktur och är en gren av The Liberal Catholic Church som grundades i England 1916 av biskop James Ingall Wedgwood.

## Historia
Fria Universella Kyrkans delar samma historia som Liberala katolska kyrkan och antog sitt namn som en följd av en internationell delning inom Liberala katolska kyrkan 2003 över frågan om prästvigning av kvinnor. När Liberala katolska kyrkan i Sverige 2004 beslutade att ansluta sig till den nybildade internationella grenen med samma namn önskade S:t Gabriels församling i Göteborg att fortsätta verksamheten inom ramen för den del av kyrkan som motsatte sig prästvigning av kvinnor. 
För att undvika sammanblandning med den större grenen antog man namnet "Fria Universella Kyrkan".

## Teologi
Fria Universella Kyrkan delar i stort sin tro, livssyn och liturgi med Liberala katolska kyrkan. Läran kännetecknas av traditionell kristen tro men har till skillnad från Liberala Katolska Kyrkan framträdande teosofiska inslag såsom betoning av karma och reinkarnation, människans inre energisystem (Chakran och astralkropp), den gudomliga visdomstraditionen, världsmodern, esoterism och gnosticism. 
Vegetarianism och avstående av alkohol uppmuntras. Man menar att kyrkan vilar på vetenskaplig grund genom klärvojanta studier av kyrkliga ritualer och gudstjänster. 
I sin lärosammanfattning förklarar kyrkan teosofi på följande sätt:
Teosofi (grekiska för "gudomlig visdom") skiljer sig från teologi därigenom, att den framhäver betydelsen av varje individs strävan mot andlig förståelse grundad på personlig erfarenhet (gnosis eller sophia) i motsats till dogmatiska påbud beträffande speciella skrifttolkningar, som kan vara begränsade genom människans världsliga kunskap under en viss historisk period.
Man behöver inte hålla med om lärosatserna för att bli medlem av kyrkan, men väl för att prästvigas.

## Sverige
Liberala katolska kyrkan kom till Sverige 1925 och verksamhet har kontinuerligt bedrivits sedan dess. Fram till 1970-talets början hade den LKK i Sverige huvudsakligen en teosofisk trosinriktning. 1976 fattades beslut att teosofin inte skulle prägla kyrkans förkunnelse.
2004 beslutade Liberala katolska kyrkan i Sverige att ansluta sig till den "nybildade" grenen, men en församling i Göteborg valde att stanna kvar i den fortsatt konservativa internationella organisationen. Denna senare kyrkobildning har efter delningen antagit namnet Fria Universella Kyrkan.
Fria Universella Kyrkans verksamhet i Sverige är främst koncentrerat till Göteborgsregionen och samfundet har en biskop och en präst (2011). Den svenske biskopen leder även Fria Universella Kyrkans verksamhet i Danmark.